# Der Anderson-Clan
Der Anderson-Clan ist ein Kriminalfilm aus dem Jahr 1971 und gehört zum Genre der Heist-Movies. Sidney Lumet führte Regie und Sean Connery spielte die Hauptrolle. Das Drehbuch stammt von Frank Pierson und basiert auf dem Bestseller Die Anderson-Bänder (Originaltitel: The Anderson Tapes) von Lawrence Sanders aus dem Jahr 1970. Musikalisch unterlegt wurde der Film von Quincy Jones.

## Handlung
John „Duke“ Anderson hat eine zehnjährige Freiheitsstrafe wegen Raubes abgesessen. Nach seiner Entlassung erneuert er sein Verhältnis mit seiner früheren Freundin Ingrid. Sie wohnt in einem luxuriösen Apartmenthaus in Manhattan, 1 East 91st Street. Anderson entschließt sich sogleich, das gesamte Gebäude auf einen Streich auszuräumen – und die Beute in einem Möbelwagen fortzuschaffen. Er lässt das Unternehmen von einem nostalgischen Mafia-Boss finanzieren und trommelt seine vierköpfige Bande zusammen. Außerdem sind noch der aggressive „Röschen“ als Aufpasser für die Mafia sowie der alkoholabhängige ehemalige Sträfling „Pop“, der während des Überfalls den Concierge mimen soll, mit von der Partie.
Was Anderson nicht ahnt: die Immobilie und ihre Bewohner werden aus ganz unterschiedlichen Gründen von mehreren Behörden (FBI, Drogenfahndung, Finanzamt) und privaten Ermittlern überwacht. Jedes Kommen und Gehen wird von Kameras erfasst, viele Gespräche werden auf Tonband aufgezeichnet. Zwar arbeiten die Observierer im Rahmen ihrer Fahndungs- und Ermittlungsziele strikt getrennt voneinander, doch jeder Schritt von Andersons großem Coup, von der anfänglichen Planung bis hin zur Durchführung, wird auf die eine oder andere Weise von irgendwem beobachtet und erfasst.
Der Raub soll am Wochenende und dem Labor Day stattfinden. Die Bande zerschneidet Telefonkabel und Alarmdrähte, bewegt sich durch das Gebäude von Stockwerk zu Stockwerk nach oben und treibt dabei die Bewohner zusammen. Dann wird jedes Apartment ausgeraubt. Trotz der Überwachungsmaßnahmen kommt es jedoch erst zur Zusammenführung aller gesammelten Informationen und zur Alarmierung der Polizei, nachdem ein junger Bewohner des Hauses mit seinem Funkgerät (über Hawaii, Wichita Falls und Portland, Maine) um Hilfe nachsucht. In Unkenntnis der Kriminellen wird über das Dach eines Nachbarhauses eine Spezialeinheit in das Gebäude entsandt, und es versammelt sich ein enormes Polizeiaufgebot außerhalb des Gebäudes.
Als die Polizei das Gebäude stürmt, versucht eine Gruppe der Kriminellen vergeblich, in einem Kleinlaster zu fliehen. Die Mitglieder der Gruppe werden schließlich verhaftet, während die Agenten, die Anderson überwachten, ihre Aufnahmen vernichten, um nicht der illegalen Überwachung überführt zu werden.

## Kritiken
Das Lexikon des internationalen Films urteilt: „Ein spannender Gangsterfilm, der die konventionelle Genre-Geschichte mit kritischen Verweisen auf die Gefahren einer allmächtigen Überwachungs- und Kontrollgesellschaft verbindet.“